# Giovanna di Valois (regina di Francia)
Giovanna di Valois, o di Francia (Nogent-le-Roi, 23 aprile 1464 – Bourges, 4 febbraio 1505), fu Regina consorte di Francia e, dopo l'annullamento del suo matrimonio con Luigi XII, duchessa di Berry; fondò l'Ordine della Vergine Maria.
Fu proclamata santa da papa Pio XII nel 1950.

## Biografia
Secondogenita del re di Francia, Luigi XI di Valois, e di sua moglie Carlotta di Savoia, trascorse i primi anni nel castello di Amboise, lontano dalla corte. Quando il padre si rese conto della salute malferma della figlia e della deformità del suo corpo, si distaccò ulteriormente da Giovanna e l'affidò alle cure di Francesco di Borbone e di Anna di Culan, che vivevano nel castello di Linières, presso Bourges.
Il padre decise di darla in moglie a suo cugino Luigi, duca d'Orléans: il contratto matrimoniale fu sottoscritto il 28 ottobre 1473 e le nozze furono celebrate nel castello di Montrichard l'8 settembre 1476. Luigi d'Orléans si mostrò sempre freddo con la moglie che, dopo un breve soggiorno a Blois, tornò a vivere a Linières.
Quando alla morte di Luigi XI (1483) Anna di Beaujeu, sorella maggiore di Giovanna, assunse la reggenza in attesa della maggiore età di Carlo VIII, il duca d'Orléans simulò un riavvicinamento alla consorte. Qualche tempo dopo (1485) Luigi ordì una congiura e si ribellò contro Anna e Carlo VIII ma, sconfitto, fu imprigionato a Bourges: fu poi perdonato e rilasciato (1491) grazie all'intercessione di Giovanna presso i fratelli.
Il 7 aprile 1498 Carlo VIII morì senza eredi diretti e il trono passò al suo parente maschio più prossimo, il duca d'Orléans, che prese il nome di Luigi XII. La moglie Giovanna, che in oltre vent'anni di matrimonio non gli aveva dato figli, fu esclusa dalla cerimonia di incoronazione celebrata a Reims.
Luigi XII ottenne presto la costituzione di un tribunale ecclesiastico per giudicare la validità della sua unione con Giovanna e il 17 dicembre 1498, nella chiesa di Saint-Denis ad Amboise, fu pronunciata la dichiarazione di nullità del matrimonio. Il 26 dicembre successivo Luigi XII concesse all'ex moglie l'usufrutto del ducato di Berry. Tra i giudici del tribunale ecclesiastico vi era il cardinale Filippo di Lussemburgo.
Il 12 marzo 1499 Giovanna entrò a Bourges, capitale del suo ducato, e vi promosse numerose attività assistenziali e caritative.
Con l'aiuto del suo direttore spirituale, il frate minore osservante Gabriele Maria Nicolas, la duchessa maturò la decisione di fondare un ordine religioso, detto delle monache annunziate, interamente dedicato al culto mariano e nel giorno di Pentecoste del 1504 Giovanna stessa emise la propria professione solenne nelle mani di padre Nicolas: fino alla morte indossò l'abito religioso sotto quello di corte.
Giovanna di Valois morì a Bourges il 4 febbraio 1505.

## Il culto
La tomba di Giovanna di Valois divenne presto meta di pellegrinaggi, ma fu profanata dagli ugonotti nel 1562 e i suoi resti dispersi.
Il culto della beata Giovanna di Valois fu autorizzato da papa Benedetto XIV il 21 aprile 1742 e il 26 maggio 1950, nella basilica di San Pietro in Vaticano, papa Pio XII la proclamò santa.
Il suo elogio si legge nel Martirologio romano al 4 febbraio.
Con il Breve Apostolico Omnes quidem del 2 febbraio 1968, il Santo Padre Paolo VI ha dichiarato e costituito Santa Giovanna di Valois e San Francesco di Sales  Celeste Patroni Principali del Terzo Ordine dei Minimi.

## Ascendenza
|                      |                       |                      | Genitori                        |  |  | Nonni |  |  | Bisnonni            |  |  | Trisnonni          |  |
|                      |                       |                      |                                 |  |  |       |  |  | Carlo VI di Francia |  |  | Carlo V di Francia |  |
|                      |                       |                      |                                 |  |  |       |  |  | Carlo VI di Francia |  |  | Carlo V di Francia |  |
|                      |                       | Giovanna di Borbone  |                                 |  |  |       |  |  | Carlo VI di Francia |  |  |                    |  |
| Carlo VII di Francia |                       |                      |                                 |  |  |       |  |  | Carlo VI di Francia |  |  |                    |  |
|                      |                       | Isabella di Baviera  | Stefano III di Baviera          |  |  |       |  |  |                     |  |  |                    |  |
|                      |                       | Isabella di Baviera  | Stefano III di Baviera          |  |  |       |  |  |                     |  |  |                    |  |
|                      |                       | Isabella di Baviera  | Taddea Visconti                 |  |  |       |  |  |                     |  |  |                    |  |
| Luigi XI di Francia  |                       | Isabella di Baviera  |                                 |  |  |       |  |  |                     |  |  |                    |  |
|                      |                       | Luigi II d'Angiò     | Luigi I d'Angiò                 |  |  |       |  |  |                     |  |  |                    |  |
|                      |                       | Luigi II d'Angiò     | Luigi I d'Angiò                 |  |  |       |  |  |                     |  |  |                    |  |
|                      |                       | Luigi II d'Angiò     | Maria di Blois-Châtillon        |  |  |       |  |  |                     |  |  |                    |  |
| Maria d'Angiò        |                       | Luigi II d'Angiò     |                                 |  |  |       |  |  |                     |  |  |                    |  |
|                      |                       | Iolanda di Aragona   | Giovanni I di Aragona           |  |  |       |  |  |                     |  |  |                    |  |
|                      |                       | Iolanda di Aragona   | Giovanni I di Aragona           |  |  |       |  |  |                     |  |  |                    |  |
|                      |                       | Iolanda di Aragona   | Iolanda di Bar                  |  |  |       |  |  |                     |  |  |                    |  |
| Giovanna di Valois   |                       | Iolanda di Aragona   |                                 |  |  |       |  |  |                     |  |  |                    |  |
|                      | Amedeo VIII di Savoia | Amedeo VII di Savoia |                                 |  |  |       |  |  |                     |  |  |                    |  |
|                      | Amedeo VIII di Savoia | Amedeo VII di Savoia |                                 |  |  |       |  |  |                     |  |  |                    |  |
|                      | Amedeo VIII di Savoia | Bona di Berry        |                                 |  |  |       |  |  |                     |  |  |                    |  |
| Ludovico di Savoia   | Amedeo VIII di Savoia |                      |                                 |  |  |       |  |  |                     |  |  |                    |  |
|                      |                       | Maria di Borgogna    | Filippo II di Borgogna          |  |  |       |  |  |                     |  |  |                    |  |
|                      |                       | Maria di Borgogna    | Filippo II di Borgogna          |  |  |       |  |  |                     |  |  |                    |  |
|                      |                       | Maria di Borgogna    | Margherita III delle Fiandre    |  |  |       |  |  |                     |  |  |                    |  |
| Carlotta di Savoia   |                       | Maria di Borgogna    |                                 |  |  |       |  |  |                     |  |  |                    |  |
|                      |                       | Giano di Cipro       | Giacomo I di Cipro              |  |  |       |  |  |                     |  |  |                    |  |
|                      |                       | Giano di Cipro       | Giacomo I di Cipro              |  |  |       |  |  |                     |  |  |                    |  |
|                      |                       | Giano di Cipro       | Helvis di Brunswick-Grubenhagen |  |  |       |  |  |                     |  |  |                    |  |
| Anna di Lusignano    |                       | Giano di Cipro       |                                 |  |  |       |  |  |                     |  |  |                    |  |
|                      |                       | Carlotta di Borbone  | Giovanni I di Borbone-La Marche |  |  |       |  |  |                     |  |  |                    |  |
|                      |                       | Carlotta di Borbone  | Giovanni I di Borbone-La Marche |  |  |       |  |  |                     |  |  |                    |  |
|                      |                       | Carlotta di Borbone  | Caterina di Vendôme             |  |  |       |  |  |                     |  |  |                    |  |
|                      |                       | Carlotta di Borbone  |                                 |  |  |       |  |  |                     |  |  |                    |  |